# Juan Sordo Madaleno
Juan Sordo Madaleno (* 28. Oktober 1916 in Mexiko-Stadt; † 13. März 1985 ebenda) war ein mexikanischer Architekt.

## Biografie
Sordo war einer der bedeutendsten mexikanischen Architekten und arbeitete mit namhaften Architekten zusammen, unter anderem mit Luis Barragán, José Villagrán García, Augusto H. Álvarez, Ricardo Legorreta, Francisco J. Serrano und José Adolfo Wiechers. Architektonisch ließ er sich anfangs vom Bauhaus-Stil und von Le Corbusier beeinflussen. Er entwarf vor allem Hotel- und Wohngebäude.
1937 gründete er sein Architekturbüro, das heute unter Sordo Madaleno Arquitectos S. C. bekannt ist. Am 20. Juni 1941 heiratete er Magdalena Bringas Aguado. Aus der Ehe gingen die gemeinsamen Kinder José Juan (1942–1974), Magdalena (* 1944) und Javier (* 1956) hervor. Letzterer ist ebenfalls Architekt und leitet seit 1982 das Architekturbüro.
1963 erwarb er die Hacienda von „La Laja“ in Tequisquiapan im mexikanischen Bundesstaat Querétaro, wo er erfolgreich Stiere züchtete und die Familie dann lebte.

## Bauwerke (Auswahl)
- Geologisches Institut der UNAM (1950–53)
- La Jacaranda-Nachtclub, Acapulco (1957)
- El Presidente-Hotels in Acapulco (1958), Cancún und Mexiko-Stadt
- Westin Hotels in Los Cabos, Puerto Vallarta
- Camino Real-Hotel in Huatulco
- Hotel María Isabel (1962; gemeinsam mit José Villagrán García)
- Städtebauliches Projekt Lomas Verdes, Naucalpan (1964–67; Projekt)
- Palmas 555, Mexiko-Stadt (1975)